# プロレススーパースター列伝
『プロレススーパースター列伝』（プロレススーパースターれつでん）は、原作：梶原一騎・作画：原田久仁信による日本の漫画作品。『週刊少年サンデー』（小学館）にて、1980年23号（6月1日号）から1983年26号（6月15日号）まで連載された。少年サンデー・コミックスとして全17巻で刊行され、その後も何度か復刻された。

## 概要
実在のプロレスラーから、当時日本で人気のあった選手を題材に選んで描かれた漫画作品。一回約20ページ連載で、最短はカール・ゴッチの5回、最長は初代タイガーマスクの27回を費やして描かれた。
コミックス版は掲載誌である『週刊少年サンデー』と同じ小学館から発売されたが、ワイド版・文庫版は講談社からの発売となった。なお、カール・ゴッチ篇は文庫版ではじめて収録された。この文庫版を含め何度か復刊されているが、後期の刊で出版社が異なる場合は、劇中に出てくる「少年サンデー」という言葉は訂正されている。また、現在では問題視される差別用語などは、多くの場合は差し替えられている。
『サンデー』における連載当時の人気は高く、「タイガーマスク編」の連載中に人気投票で『サンデー』不動の1位2位である『うる星やつら』『タッチ』に次ぐ3位になった。
なお、「アントニオ猪木（談）」で使用される絵は、原田ではなく安田卓矢の作による「アントン・キャラクター」で、新日本プロレスが著作権を持つ公式の猪木のキャラクターで、当時グッズ展開なども行われていた。

## 内容
新日本プロレスと全日本プロレスの競合関係がもっとも苛烈であった時期の作品だけに、当時の梶原と新日本プロレスの関係が色濃く出ており、ニック・ボックウィンクル、ブルーノ・サンマルチノ、ザ・デストロイヤー、ザ・シークら、主に全日本によって招聘されたレスラーは比較的軽く扱われている。その一方で、新日本のタイガーマスクブーム、全日本によるハンセン引き抜きなどは劇的に描かれている。また、当時の第三団体であった国際プロレスはアンドレ・ザ・ジャイアント編の一部の他は登場しない。
劇中で度々「ホゲエ～ッ！」という独特の悲鳴が出ることで知られている。梶原自身もこの悲鳴を特に重要視していたらしく、原稿用紙もここだけで1行を使い、かつ太字で書いて強調していたという。
作品の体裁としては「ドキュメンタリー」とされているが、実際にはかなりの虚構、漫画的な誇張が多く、それゆえ下記に列挙されるように事実と異なるエピソードや、スタン・ハンセンの学歴のように同一人物であっても別のレスラーの一編に登場した際に整合しなくなるエピソードも存在する。ただし、本作が虚実交えて描かれたことが法的問題となった例は確認されていない（プロレスのギミックを参照）。
また、画に関しても、パイルドライバーの腕の位置がおかしくなっている、ミル・マスカラス編でのデストロイヤーのマスクが紐付きになってるなど、現実とは違うことも多い。

### フィクションの例
- タイガーマスクにリング上で制裁されるエル・ソラールの件（実際はアクシデントによる脱臼）や、佐山がメキシコのリングで白覆面のタイガーマスク（ティグレ・エンマスカラド）を、同じく佐山がメキシコとイギリスで、目に隈取を施したペイントレスラー「ミスター・カンフー」のリングネームを名乗っていたとする件（実際は、メキシコでは「サトル・サヤマ」、イギリスでは「サミー・リー」と名乗り、素顔で試合をしている）。また、ブラック・ブロンコなるレスラーの王座に挑戦が決まったさい、ブロンコに八百長試合を持ち掛けられ、それを断ると嫌がらせをされて、王座を奪取できなかったとする件。また、メキシコからイギリスに移動したのも、度重なる嫌がらせに激怒した佐山がブロンコに報復しようとしたさい、ブロンコが現地の政治家と懇意だったため、佐山がその政治家を怒らせ、メキシコにいられなくなり、佐山に好意的でその才能を惜しんだプロモーターの配慮でイギリスへ渡ったとされている（実際は、ブラック・ブロンコは架空のレスラーであり、佐山はNWA世界ミドル級王座に就いている。また、イギリスへ渡ったのもカール・ゴッチの手引きによるもので、トラブルでの渡英ではない）。
- ハンセンがサンマルチノの首を負傷させた技がラリアットとされているが、実際はハンセンのボディスラムのミス（ただし、連載当時はそのことはほとんど知られていなかった）。また、作中のサンマルチノはプロモーターの都合で王者として祭り上げられた、ハンセンやブロディに歯が立たない人気だけの弱いレスラー扱いとされている。
- ハルク・ホーガンのアックスボンバー誕生秘話。実際はハンセンとの差別化のため腕を曲げるフォームにした。
- ホーガンとハンセン、アンドレが互いに激しい嫉妬心を抱く。実際はホーガンもハンセンも格上だったアンドレを尊敬していた。
- シンガポールにガマ・オテナなる空手家が大道場を構える。ブッチャー編とカブキ編で二度にわたりガマの詳細が語られるが、ガマは実在しない。
- ルー・テーズにも度々スポットが当たっており、宿敵（ザ・ファンクス編）、恩師（マスカラス編）、猪木の師匠のカール・ゴッチのタッグパートナー（馬場と猪木編）、タイトルマッチのレフェリー（ハンセン編）と重要な役割を果たすことも多い。ただしテーズ自身は確かにメキシコの団体に所属したことはあるが団体のオーナーになったことは一度もなくマスカラスとの接点も少ない。実際のメインは選手兼コーチ業であった。
- ボックウィンクルやハーリー・レイスなど、主人公に立ちはだかるヒール・チャンプやその周辺の人物が非常に卑劣に描かれている[注 1]。
- 梶原は他作品同様アメリカのプロレス団体のチャンピオンの反則防衛（反則負けならタイトルは移動しない）を痛烈に批判している。日本プロレス界の主流である「反則負け、リングアウト負けなどあらゆる負けでもタイトル移動」を最初に導入したのは馬場（PWF）なのだが、その点については触れられていない。
- 「アントニオ猪木・談」という小コラムが作中に頻繁に登場する。原田久仁信によると、ほぼ梶原一騎による創作であった[注 2]が、猪木側からのクレームは無かったという[4]。

## 各エピソード
- 父の執念！ザ・ファンクス（週刊少年サンデー・1980年23号 - 29号）
  - 主役レスラー＝ザ・ファンクス（ドリー・ファンク・ジュニア、テリー・ファンク）

タイトル通り、半分以上が二人の父親であるドリー・ファンク・シニアのエピソードである。
ファンク・ジュニアは本作を気に入っていたようで、コミックの一部を自分のホームページで紹介していた。作中にもあるように最初からレスラー志望だったテリーと違い、ドリーが大学2年までは弁護士や会計士などになりたがっていたのは本当である[6]。
ファンク・シニアは元々プロボクサーを目指し、アマチュアボクシングでジム・ブラドック（ジェームス・J・ブラドック）にKOされアゴを骨折したことにより断念したとされているが、シニアにボクシング経験はなく、デビュー前は空手道場に通っていたことが来日当時の新聞で語られている。ちなみにブラドックは1935年（シニア16歳当時）に世界ヘビー級王座を獲得している。パーティー中の余興でレスリングをした際に心臓発作を起こし、急死してしまったのは事実であり、海外武者修行中でアメリカに滞在していたジャンボ鶴田もその場に居合わせている。
- 首折り魔！スタン・ハンセン（週刊少年サンデー・1980年30号 - 35号）
  - 主役レスラー＝スタン・ハンセン

＜本エピソードで語られた内容＞
高卒でプロレスラーになったことになっている。しかしブロディ編では大卒に訂正されている（実際は大学卒業後、教職を経た後プロレスラーになっている）。現実ではアメリカマット界を干された原因になったブルーノ・サンマルチノ頸椎損傷事件も、あくまでハンセンの暴走で起こしたことになっている。ブロディとは学生時代からの友人であるが、この回ではブロディ編でも詳細に描かれる初対決で知り合い、友人関係を結んだことになっている。
プロモーターに自分を売り込む際、ドラム缶をベアハッグで潰している。
必殺技のウエスタン・ラリアットはファンク道場時代の鶴田との会話がきっかけで編み出したことになっている。実際は、ハンセンの自伝によるとアメリカンフットボールのディフェンス技「クローズド・ライン」を応用したもの。また、ウエスタン・ラリアットをマスターするために、自分の腕を古タイヤに叩きつけて腕を鍛える描写があるが、これついてはハンセン自身が否定している。
※その他のシリーズでもハンセンはキーパーソン的なレスラーとして扱われ、ホーガン編、ブロディ編でも重要な人物として登場している。
- 地獄突きがいく！A・ザ・ブッチャー（週刊少年サンデー・1980年36号 - 47号）
  - 主役レスラー＝アブドーラ・ザ・ブッチャー

無名の前座レスラーだった若き日のブッチャーが、香港遠征での拳法家との試合で敗れたことをきっかけに東南アジアへ。シンガポールの空手の達人ガマ・オテナ門下となり、地獄突きを初めとする空手技を習得、帰国後は一躍実力派のヒールとしてスターダムを駆け上がるというストーリー。物語の端々にザ・シークが登場しており、それまでゼーラス・アマーラのリングネームで客受けするプロレスを知らなかった彼に、アブドーラ・ザ・ブッチャーのリングネームを与え、客受けするプロレスを教えたと評価する一方で、お人好しなところがあるブッチャーを騙しギャラをピンはねする、罠にはめバトルロイヤルで公然と潰そうとするなど狡猾な小人物として描かれている。
いくつかのシーンは、アニメ『タイガーマスク二世』で、すでにブッチャーが移籍していたため、馬場を猪木に、全日本プロレスを新日本プロレスにそのまま入れ替えて流用されていた。
- 世紀の巨人！A・ザ・ジャイアント（週刊少年サンデー・1980年48号 - 1981年1号）
  - 主役レスラー＝アンドレ・ザ・ジャイアント

当時の公式プロフィール通りに、木こりをしていたところをスカウトされたことになっている。また、実際にはリングネームの一つであるジーン・フェレが本名とされている。
- 千の顔をもつ男！ミル・マスカラス（週刊少年サンデー・1981年2 / 3号 - 1981年17号）
  - 主役レスラー＝ミル・マスカラス、 実弟ドス・カラスも登場。

馬場の招きで初来日したとされているが、実際の初来日は1971年2月、日本プロレスの「ダイナミック・シリーズ」であり、馬場が日プロを脱退して全日本プロレスを興す以前の話である。
マスカラスの人気に嫉妬したザ・デストロイヤーが、シングルマッチで対戦したさい、自分の頭上を飛び越そうとしたマスカラスに対して、故意に股間へ頭突きを仕掛けマスカラスを悶絶させ恥をかかせたとされているが、実際は目測を誤りジャンプが足りなかったマスカラスの股間にデストロイヤーの頭が当たってしまったアクシデントで、故意に仕掛けてはいない。デストロイヤーに対しては、その後の再戦でマスカラスに惨敗するなど、マスカラスに比べ実力が劣るかのような低い扱いを受けている。
- インドの狂虎！タイガー・J・シン（週刊少年サンデー・1981年18号 - 1981年24号）
  - 主役レスラー＝タイガー・ジェット・シン

冒頭で山本小鉄をいたぶる悪役レスラーは、スティーブ・リッカード（英語版）というシンとは懇意だったニュージーランドのレスラー兼プロモーターのはずが「初対面の卑屈なチンピラレスラー」として描かれており、名前すら呼称されない。
シンがインド出身ということもあり、作中でインドレスリングの強さを強調するため、グレート・ガマやダラ・シン等のインド系の強豪選手も紹介されているが、コールタールを入れたプールの中でワニや水牛と闘うという荒唐無稽なトレーニング方法を紹介している。
- なつかしのB・I砲！G馬場とA猪木（週刊少年サンデー・1981年25号 - 1981年42号）
  - 主役レスラー＝ジャイアント馬場&アントニオ猪木（BI砲）

解説が猪木だけあって、猪木に重点が置かれた構成になっている。しかし、後年の馬場・猪木の確執以前の、友人同士としての二人を描いている数少ない作品のひとつとして貴重な面もある。
力道山の死因が「手術のあと水を飲むのも禁止されていたのに自分の肉体を過信し寿司とサイダーを平らげたため」となっている。劇中では「…との説もある」となっているが、しっかり絵に描かれており、それに対する猪木のリアクションも描かれていた。
猪木の海外修業のエピソードで、テキサスでのタッグ・パートナーだったデューク・ケオムカの名が「デューク・ケムオカ」となっていた。この誤表記はコミックス版から文庫版に至るまで、一切訂正されていない。また、猪木が海外修業中にボクシングの強豪アーチー・ムーアと対戦するエピソードが描かれるが、実際には海外修業中にムーアと対戦したのは馬場のほうである。
- プロレスの神様！カール・ゴッチ（週刊少年サンデー・1981年43号 - 1981年47号）
  - 主役レスラー＝カール・ゴッチ

レスラーとして第一線を退いた後のゴッチが、通称「蛇の穴」ビリー・ライレージムへ入門した若き日のことを回想するというストーリー。他エピソードに登場する「プロレスの神様」然とした冷静沈着なゴッチとは違い、非常に血気盛んで喧嘩っ早い。なお冒頭でビリー・ライレージムの異名について「オーッ、スネーク・ホール！」とゴッチが声を上げるシーンがあるが、正確にはスネーク・ピット（Snake pit）である。
のちのPWF会長ロード・ブレアースとの日本での対戦シーンが描かれているが、一貫してブレアースの肩書きが「現BWA会長」と誤植されている。そもそも、ゴッチとブレアースが現役として同時に来日したことはない。前述の通りコミックス版未収録。
- 狂乱の貴公子！リック・フレアー（週刊少年サンデー・1981年48号 - 1982年3 / 4号）
  - 主役レスラー＝リック・フレアー

ハンサムな外見が売りのフレアーであるが、小柄な体格で苦労したレスラー生活を描いた根性ストーリー。巨漢の敵として登場したブッチャーが、その根性に惚れ込み味方につくという展開。その他ブロディやキラー・コワルスキーと対戦。リッキー・スティムボートとのライバル関係も描かれているほか、テリーや鶴田との防衛戦を通じて「負けないレスリングをしっかり身につけている王者」というフレアー像が描写されている。
フレアーのスタイルは元祖ネイチャー・ボーイのバディ・ロジャースを真似たものだが、フレアーがそのロジャースを「人気だけで実力がなかったため控室でゴッチにKOされ男として最悪の恥をかかされた」と罵倒するシーンがある。そのシーンはゴッチ編において実際描かれ、本作では一貫してロジャースは見た目だけで実力のないレスラーという描写であった。
- 夢の英雄！タイガーマスク（週刊少年サンデー・1982年5号 - 1982年31号）
  - 主役レスラー＝タイガーマスク（初代）

当時の現役人気レスラーであり、生みの親が原作の梶原一騎自身ということもあって、シリーズで最大の長編になっている。
梶原本人もたびたび登場し、当時のリアルタイムでタイガーの正体の謎解きをしている描写があるが、佐山サトルのエピソードが描かれるなど、正体が佐山であることを明かしていると言っていい内容である（あくまで「タイガーの正体が仮に佐山サトルだとすれば…」という形であり、異説も紹介している）。ライバルとしてダイナマイト・キッド、ブラック・タイガー（マーク・ロコ）が登場。
- 超人一番！ハルク・ホーガン（週刊少年サンデー・1982年32号 - 1982年49号）
  - 主役レスラー＝ハルク・ホーガン

アントニオ猪木対モハメド・アリを見て打倒猪木を誓いプロレスに入った、という設定になっている。ちなみに、これについてホーガンがレスラーになる前にバンドをやっていたこと（これは事実）を踏まえ「ホーガンにギターを捨てさせた」と表現されているが、実際にはホーガンはバンドではベーシストをしていた。ハンセン、アンドレと日本リングで外人レスラーNo1をかけて戦った。
ヒロ・マツダの下でレスラーになるためトレーニングしていたさい、力だけに頼った攻めをするホーガンを諭すために、ホーガンの肩を脱臼させたとされているが、これについては、マツダの下でトレーニングしていたことや、マツダがホーガンを怪我させたのは事実だが、実際にはホーガンにプロレスラーとしての才能が無いと判断したマツダが、レスラーをあきらめさせるために、厳しいシゴキを行いその過程で肩ではなく足を骨折させたのが真実である。
アックスボンバーはハンセンが新日を去る際「俺のラリアットをハルク、君がそのまま使ってくれたら嬉しいよ」とハンセンが「授けた」もの[7]だが、ホーガンが独自に考えたことになっている。
- 文明のキングコング！ブルーザー・ブロディ（週刊少年サンデー・1982年50号 - 1983年17号）
  - 主役レスラー＝ブルーザー・ブロディ

ハンセンとは大学の同級生だったことになっているが（実際はブロディが3つ年上）、シリーズの中では一番リアルに近いと言われている。ブロディが元新聞記者という設定もコラム記事を書いていた時期があり、あながち間違ってはいない。ブロディの理解者がハンセンやフリッツ・フォン・エリックなどという限られた人物であったこともハンセンの自著などで明らかにされており、ジャンボ鶴田が強敵であったことも語っていたという（実は下記のカブキにエリックを紹介したのも、このブロディである）。他に駐車場で最初にブロディに全日本移籍をハンセンが告げるが、これも事実でタッグ復活の打ち合わせをしたのも確かである（ただし現実で告げた場所はホテルである）。「単なる怪物じゃない扱いをしてくれる」とブロディが日本を気に入っていたのも事実である。
- 東洋の神秘！カブキ（週刊少年サンデー・1983年18号 - 1983年26号）
  - 主役レスラー＝ザ・グレート・カブキ

日本のプロレス界で巻き起こる様々な軋轢に辟易し、プロレスそのものに失望しかけていた高千穂明久が、東南アジアでのある試合をきっかけに心機一転。本格的に拳法を学び、実力派の怪人ヒール、ザ・グレート・カブキへと変身するというストーリー。
カブキの師となる拳法家のウォン・チュン・キムは、ブッチャー編のガマ・オテナの一番弟子という設定であるが、ウォンもガマも架空の人物であり、実際にカブキに空手流の突き、トラースキック、ソバットを教えたのは空手の有段者でもある上田馬之助である[8]。上田は序盤では、入門に来た高千穂に快く応対する好人物として登場するが、終盤では馬場、猪木とともに日プロをレスラー中心に運営するためのクーデター首謀者の一人でありながら裏切り、計画を社長の芳の里に密告する役どころとなる。
カブキこと高千穂は日本プロレス消滅直前時代のレスラーであるの事は間違いないが、尊敬はしているが馬場や猪木には「偉大過ぎる先輩」として挨拶程度しか交わしたことがなかったので本作のような猪木との接点も架空である。実際はアメリカ遠征時代はマサ斎藤とコンビを組みヒールがメインであった。本人曰く「ベビーフェイスだけでは飯が食えない」とのことで拘りはなかった。その時のマネージャーを務めていたのが後のレフェリーとなるタイガー服部である。
カブキへの転身は上記のブロディから「（テキサス地区の）エリックがお前を探してる」とコンタクトをとり、エリックに電話しテキサス行きが決まったという。エリックから「お前、こういう格好ができるか？」と般若面を被った歌舞伎の写真を見せられ「できると思います」と答えたという。忍者着、甲冑、鎖帷子も全ての衣装がカブキの手製だそうである。
日本プロレスの内紛についても多くのページが割かれており、「文責・梶原一騎」として日本プロレス社長の芳の里や他の日本プロレスの幹部たちが会社の金で豪遊していたと断定し、幹部たち上層部を猪木談として『ダラ幹（だらけた幹部）』と表現している。

梶原一騎の逮捕により打ち切りとなったが、連載が続いていれば、続きとしてジャンボ鶴田編を執筆する予定があった。梶原自身も「鶴田は日本人歴代最強のレスラー」と評価していた。証拠として当時のアメリカ三大最高タイトルの一つであるAWAを鶴田は日本人として初戴冠している。残りの2つは馬場のNWAと猪木のWWFである。

## 続編
『週刊プロレス』（ベースボール・マガジン社）にて、同誌の通算2000号記念企画として続編となる「プロレススーパースター列伝」を連載。棚橋弘至編（2019年3月13日号（この号が通算2000号） - 2019年6月26日号、全16回）と丸藤正道編（2019年7月10日号 - 2019年11月13日号、全19回）の2編が掲載された。原作：梶原一騎・作画：原田久仁信・構成：週刊プロレス編集部。

## 備考
- 2008年、DDTプロレスリング所属の男色ディーノと原田久仁信による「DDTスーパースター列伝」を製作。
  - 毎回、DDT所属レスラーをピックアップした内容で、本家スーパースター列伝の脚色・演出がちりばめられている。
  - 同人誌として販売。現在までに全8冊発行。

## 書誌情報

### 小学館・新書判
- 原作：梶原一騎 / 作画：原田久仁信 / 協力：アントニオ猪木 『プロレススーパースター列伝』 小学館〈少年サンデーコミックス〉、全17巻[注 3]
  1. 1981年3月15日初版第1刷発行〈SSC-541〉、ISBN 4-09-120541-0
  2. 1981年5月15日初版第1刷発行〈SSC-542〉、ISBN 4-09-120542-9
  3. 1981年8月15日初版第1刷発行〈SSC-543〉、ISBN 4-09-120543-7
  4. 1981年10月15日初版第1刷発行〈SSC-544〉、ISBN 4-09-120544-5
  5. 1981年12月15日初版第1刷発行〈SSC-545〉、ISBN 4-09-120545-3
  6. 1982年2月15日初版第1刷発行〈SSC-546〉、ISBN 4-09-120546-1　※特別企画：プロレススター名鑑「世界の強豪レスラー」をp.167 - 186に収録。
  7. 1982年4月15日初版第1刷発行〈SSC-547〉、ISBN 4-09-120547-X
  8. 1982年6月15日初版第1刷発行〈SSC-548〉、ISBN 4-09-120548-8
  9. 1982年9月15日初版第1刷発行〈SSC-549〉、ISBN 4-09-120549-6
  10. 1982年10月15日初版第1刷発行〈SSC-550〉、ISBN 4-09-120550-X
  11. 1982年12月15日初版第1刷発行〈SSC-791〉、ISBN 4-09-120791-X
  12. 1983年2月15日初版第1刷発行〈SSC-792〉、ISBN 4-09-120792-8
  13. 1983年4月15日初版第1刷発行〈SSC-793〉、ISBN 4-09-120793-6
  14. 1983年7月15日初版第1刷発行〈SSC-794〉、ISBN 4-09-120794-4
  15. 1983年8月15日初版第1刷発行〈SSC-795〉、ISBN 4-09-120795-2
  16. 1983年9月15日初版第1刷発行〈SSC-796〉、ISBN 4-09-120796-0
  17. 1983年10月15日初版第1刷発行〈SSC-797〉、ISBN 4-09-120797-9　※巻末特別企画：マット界のホープをp.165 - 180に収録。

### 講談社
B6判
- 原作：梶原一騎 / 作画：原田久仁信 『プロレススーパースター列伝』 編集発行：株式会社コミックス、発売発行：講談社〈ワイド版 / B6判：KCスペシャル〉、全9集
  - 第1集 1989年2月発行〈KCSP；427〉、ISBN 4-06-101427-7
  - 第2集 1989年3月発行〈KCSP；428〉、ISBN 4-06-101428-5
  - 第3集 1989年4月発行〈KCSP；429〉、ISBN 4-06-101429-3
  - 第4集 1989年5月発行〈KCSP；430〉、ISBN 4-06-101430-7
  - 第5集 1989年6月発行〈KCSP；431〉、ISBN 4-06-101431-5
  - 第6集 1989年7月発行〈KCSP；432〉、ISBN 4-06-101432-3
  - 第7集 1989年8月発行〈KCSP；433〉、ISBN 4-06-101433-1
  - 第8集 1989年9月発行〈KCSP；434〉、ISBN 4-06-101434-X
  - 第9集 1989年10月発行〈KCSP；435〉、ISBN 4-06-101435-8

文庫判
- 原作：梶原一騎 / 作画：原田久仁信 『プロレススーパースター列伝』 編集発行：株式会社コミックス、発売発行：講談社〈講談社漫画文庫〉、全11巻
  1. 1996年9月12日発行〈は1-1〉、ISBN 4-06-260260-1
  2. 1996年9月12日発行〈は1-2〉、ISBN 4-06-260261-X
  3. 1996年9月12日発行〈は1-3〉、ISBN 4-06-260262-8
  4. 1996年11月13日発行〈は1-4〉、ISBN 4-06-260263-6
  5. 1996年11月13日発行〈は1-5〉、ISBN 4-06-260264-4
  6. 1996年11月13日発行〈は1-6〉、ISBN 4-06-260265-2
  7. 1996年12月16日発行〈は1-7〉、ISBN 4-06-260266-0
  8. 1996年12月16日発行〈は1-8〉、ISBN 4-06-260267-9
  9. 1996年12月16日発行〈は1-9〉、ISBN 4-06-260268-7
  10. 1997年1月13日発行〈は1-10〉、ISBN 4-06-260269-5
  11. 1997年1月13日発行〈は1-11〉、ISBN 4-06-260270-9　※「まぼろしのカール・ゴッチ編」単行本初収録。

廉価版（伝説のプロレスラーBESTマッチセレクション）
- 原作：梶原一騎 / 作画：原田久仁信 『プロレススーパースター列伝』講談社〈B6判：講談社プラチナコミックス〉、既刊2巻
  - 夢の英雄（）！タイガーマスク編：2012年11月7日発売[10]〈KPC；2201〉、ISBN 978-4-06-377701-7
  - 大人気！悪役レスラー編：2012年11月7日発売[11]〈KPC；2202〉、ISBN 978-4-06-377702-4

### 松文館
梶原一騎原作漫画傑作選（）
- 原作：梶原一騎 / 作画：原田久仁信 / 監修：高森敦子 『プロレススーパースター列伝』 発行：松文館、発売：道出版〈B6判：新装ワイド版〉、全5巻[注 4]
  1. 2002年7月発行、ISBN 4-944154-82-8
  2. 2002年8月発行、ISBN 4-944154-83-6
  3. 2002年9月発行、ISBN 4-944154-84-4
  4. 2002年10月発行、ISBN 4-944154-85-2
  5. 2002年11月発行、ISBN 4-944154-86-0

### 関連書籍（回想録）
- 原田久仁信『「プロレススーパースター列伝」秘録』文藝春秋、2024年11月30日。ISBN 978-4-16-391921-8。